# 南日本短期大学
南日本短期大学（みなみにほんたんきだいがく）は、鹿児島県日置郡伊集院町大字猪鹿倉550に本部を置いていた日本の私立大学である。1966年に設置され、1978年に廃止された。

## 概要

### 大学全体
- 鹿児島県日置郡伊集院町[注 1]に所在した日本の私立短期大学で、設置主体は学校法人吉永学園[注釈 1]。
- 1学科で入学定員80名体制で1966年に開学[2]。1967年に学科を増設して2学科体制となる。
- 1973年度の入学生を最後に、1978年に正式に廃止となる。現在、短期大学のキャンパス跡地が鹿児島育英館中学校・高等学校の校舎の一部に転用されている。

### 当時の入学試験について
- 最終年度においては、国語・社会　[注 2]学科試験や面接試験により入学者を選抜していた[3]

## 沿革
- 1952年
  - 10月2日 学校法人吉永学園の設立が認可される[4]。
- 1966年
  - 1月25日 左記を以て文部省[注 3]より短期大学の設置が認可される[5]。
  - 4月1日 左記を以て南日本短期大学が以下の学科体制にて開学する。
    - 経営科 在学者数は43[注 4][6]/定員80[7]
- 1967年
  - 4月1日 国文科を増設する[8]。在学者数は23[注 5][9]/定員50[10][11]
- 1973年
  - 4月1日 今年度をもって学生募集を最終とする[注 6]。
  - 5月1日 学生数[13]
    - 経営科：男47、女14
    - 国文科：男17、女24
- 1978年
  - 5月22日 左記を以て正式に廃校[14][注 7]

## 基礎データ

### 所在地
- 鹿児島県日置郡伊集院町猪鹿倉550[注釈 2]

### 象徴
- 南日本短期大学のカレッジマーク[注 8]

## 教育および研究

### 組織

#### 学科
- 国文科 入学定員50名
- 経営科 入学定員80名

#### 専攻科
- なし

#### 別科
- なし

#### 取得資格について
- 中学校教諭二級免許状を取得するためのカリキュラムがあった。
  - 国語：国文科[3]。
  - 職業：経営科[18]

### 研究
- 『南日本短期大学紀要』[19]

## 施設

### キャンパス
- 交通アクセス：当時、国鉄鹿児島本線伊集院駅から徒歩で通学することになっていた[3]。

### 寮
- 女子学生を対象とした学生寮があった[3]。

## 対外関係

### 系列校
- 鹿児島城西高等学校[注 9][20]